# Caterina Valente

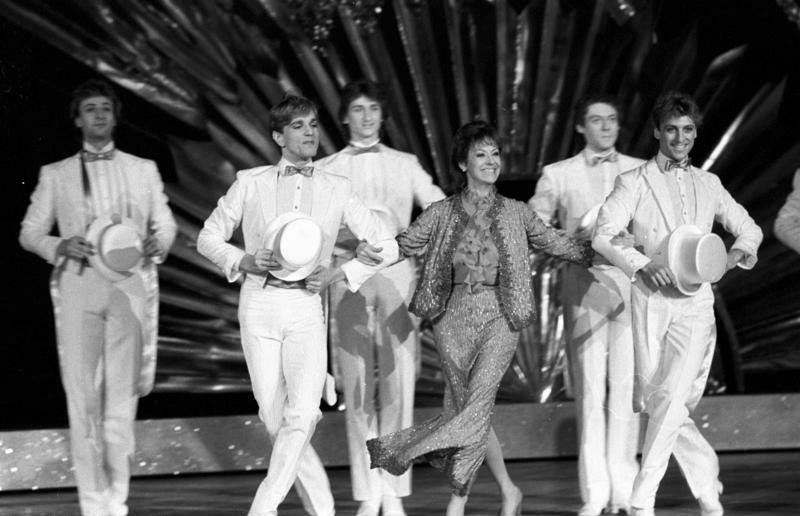
Caterina Valente, 1984

Caterina Valente (n. 14 ianuarie 1931, Paris, Île-de-France, Franța – d. 9 septembrie 2024, Lugano, Cantonul Ticino, Elveția) a fost o cântăreață, dansatoare, actriță de film și interpretă de muzică ușoară și jazz de naționalitate italiană și cetățenie germană.

## Biografie
S-a născut într-o familie de artiști italieni itineranți. Tatăl său, Giuseppe (italian de origine spaniolă), era un acordeonist virtuoz, iar mama sa, Maria Valente, un clovn muzical. Dintre cei trei frați, cel mai cunoscut (de asemeni activ în show-business) a fost Silvio Francesco (d. în 2000), chitarist și dansator.
Caterina Valente s-a retras din activitate și a locuit preponderent în Elveția și Statele Unite.

## Filmografie
- 1954 Mannequins für Rio
- 1954 Große Starparade
- 1955 Bal la Savoy, (Ball im Savoy)
- 1955 Liebe, Tanz und 1000 Schlager
- 1956 Bonjour Kathrin
- 1956 Du bist Musik
- 1957 Das einfache Mädchen
- 1957 Casino de Paris
- 1958 Und abends in die Scala
- 1959 Hier bin ich – hier bleib ich
- 1959 Tu ești minunată (Du bist wunderbar), regia: Paul Martin
- 1962 Albă ca Zăpada și cei șapte saltimbanci (Schneewittchen und die sieben Gaukler), r: Kurt Hoffmann
- 1968 Uit met Jan Theys
- 1975 Tittertime
- 1981 Das Gastspiel (ZDF film TV)
- 1990 Hotel Paradies (serie TV)
- 1992 Der Unschuldsengel
- 2011 Legende: Caterina Valente – 14.01.2011 Documentar despre viața ei cu ocazia celei de-a 80-a aniversări